# Brugmansia pittieri
Brugmansia pittieri là loài thực vật có hoa trong họ Cà. Loài này được (Saff.) Moldenke mô tả khoa học đầu tiên năm 1943.